# Кочо Аврамов
Константин (Кочо) Аврамов с псевдоним Боз Дагски е български общественик, учител и революционер, деец на Върховния македоно-одрински комитет.

## Биография
Константин Аврамов е роден е в зъхненското село Скрижово, тогава в Османската империя, днес Скопия, Гърция. Работи като учител. В 1898 година редактира вестника „Автономия“ в София и е деец на Българското тайно революционно братство. Той е сред дейците, които отказват да приемат обединението с ВМОРО. Срещу него е извършен неуспешен атентат от дейци на Сарафовото крило на ВМОК. В 1898 година в Чепеларе привлича към каузата на братствата Андон Дечев, Харит Дечев от Чепеларе, Иван Славов от Стара Загора, Атанас и Христо Попмаринови, също от Чепеларе и Коста Шопов. След разтурянето на братството става деец на Цончевото крило на ВМОК.
Участва в Горноджумайското въстание в 1902 година в четата на Юрдан Стоянов.
По време на Илинденско-Преображенското въстание през лятото на 1903 година е в щаба на Беласишкия отряд. Михаил Думбалаков го определя като
| „ | горещ патриот и революционер | “ |

Участва в покушението срещу Яне Сандански в 1909 година заедно с Йордан Иванов и Владе Сланков. Срещу него има няколко опита за убийство от страна на сарафисти.
Константин Аврамов е баща на дееца на ВМРО Асен Аврамов.